# 比布大雪パーキングエリア
比布大雪パーキングエリア（ぴっぷたいせつパーキングエリア）は、北海道上川郡比布町字北6線にある道央自動車道のパーキングエリアである。
日本最北のパーキングエリアである。
町の管理する公園「比布大雪パーキングエリア交流展望広場」が隣接している。

## 施設
- 2023年より、休憩施設整備工事が行われており、トイレ棟が新築され、2023年11月に共用開始された。
- 旧トイレより大型化され、ブースも増設された他、新たに家族で利用できるファミリートイレが設置された。

### 上り線（旭川・札幌方面）
- 管理：東日本高速道路
- 駐車場[2]
  - 大型：7台
  - 小型：10台
  - 身障者用
    - 小型：1台
- トイレ[2]
  - 男性：大4（和式1・洋式3）・小4
  - 女性：8（和式1・洋式7）
  - 身障者用（オストメイト対応）[3]
    - 共用：1

  - ファミリートイレ　1
- 自動販売機（24時間）[2]
- 給電スタンド[4]

### 下り線（名寄方面）
- 管理：東日本高速道路
- 駐車場[5]
  - 大型：7台
  - 小型：10台
  - 身障者用
    - 小型：1台
- トイレ[5]
  - 男性：大4（和式1・洋式3）・小4
  - 女性：8（和式1・洋式7）
  - 身障者用（オストメイト対応）[3]
    - 共用：1

  - ファミリートイレ　1
- 自動販売機（24時間）[5]
- 給電スタンド[4]

### 比布大雪パーキングエリア交流展望広場

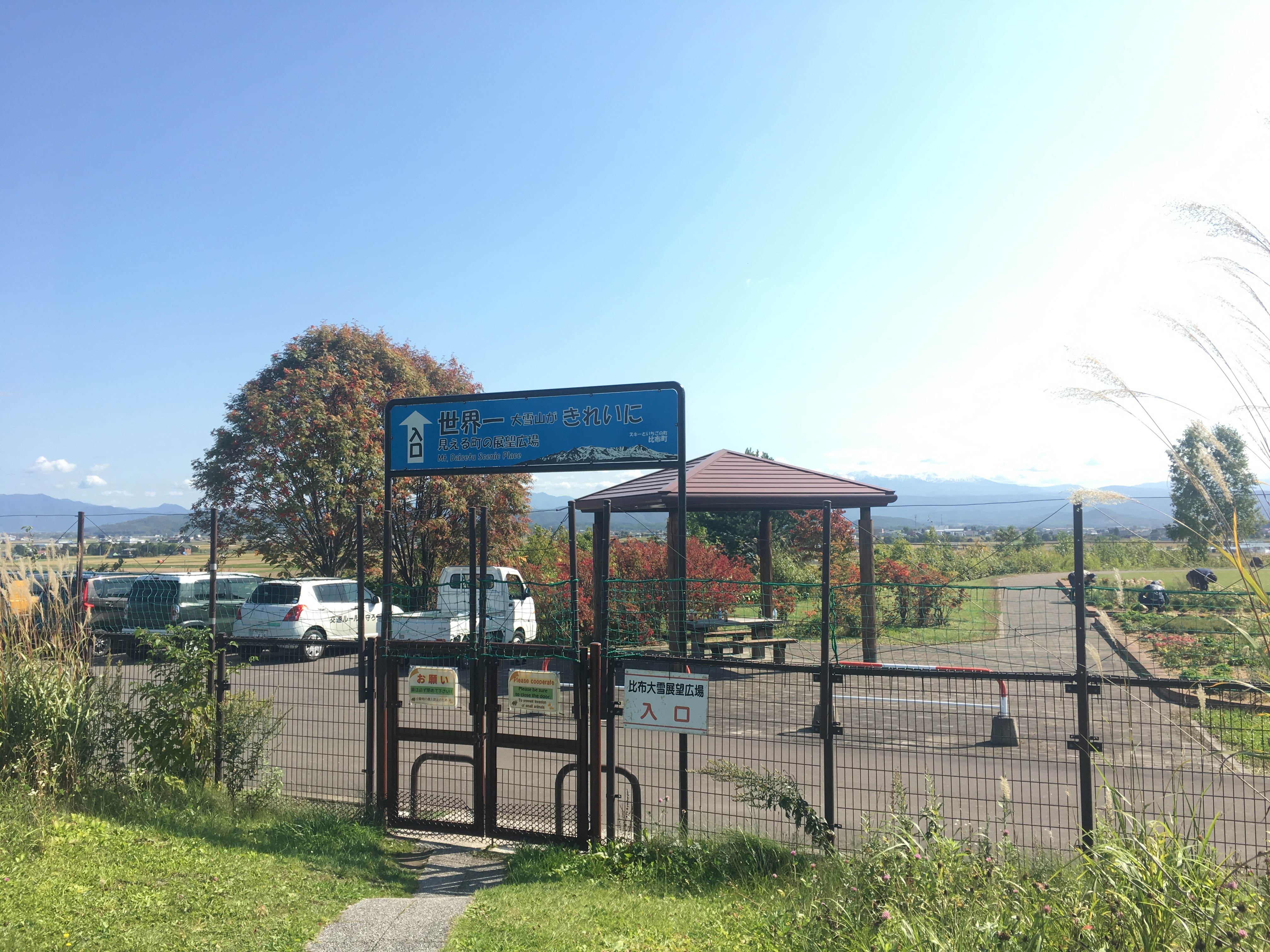
PAから公園への入口（2019年9月）

上り線には比布町の管理する公園「比布大雪パーキングエリア交流展望広場」が隣接しており、パーキングエリアに車を止めたまま施設を利用することが可能となっている。
また、公園側にも3台分の駐車スペースがあり、一般道からパーキングエリアのトイレ等の利用も可能である。
- 2023年より、トイレの新築工事など施設の改修工事が行われているため、利用できない。

## 隣
E5 道央自動車道
(45) 旭川北IC - 比布大雪PA - (46) 比布JCT - (47) 和寒IC